# Communications Assistance for Law Enforcement Act
Communications Assistance for Law Enforcement Act (CALEA) (рус. «Закон о коммуникационной помощи правоохранительным органам») — закон США о прослушивании, принятый 25 октября 1994 года при президенте Билле Клинтоне как «Pub. L. No. 103—414, 108 Stat. 4279», кодифицирован в «47 USC 1001—1010». Вступил в силу с 1 января 1995 года.
Целью CALEA было усилить возможности правоохранительных органов по проведению негласного электронного наблюдения, вынудив телекоммуникационные компании и производителей телекоммуникационного оборудования встроить в свои системы и сервисы возможности по перехвату переговоров. Таким образом федеральные агентства США получили возможности по прослушиванию телефонных переговоров, интернет-связи и даже звонков по VoIP.
Изначальными причинами подготовки CALEA стали беспокойства ФБР из-за начала перехода с аналоговых телефонных коммутаторов на цифровые АТС, что могло бы замедлить, усложнить или сделать невозможным процесс подключения к телефонным линиям на телефонных станциях. Так как закон требовал обязательного добавления интерфейсов CALEA к оборудованию телефонных компаний, Конгресс США предоставил ограниченное по времени финансирование, покрывающее возникшие затраты на обновление телефонных сетей.
CALEA несколько раз значительно расширялся, чтобы перехватывать все звонки через Интернет и другой интернет-трафик, в частности, в 2004 году. В период с 2004 по 2007 количество перехватов телефонов по CALEA выросло на 62 %, а перехватов интернет-данных, например, электронной почты — более чем в 30 раз.
К 2007 ФБР потратило 39 миллионов долларов на систему DCSNet, которая собирает, хранит, индексирует и анализирует данные о переговорах эффективнее чем CALEA.
Electronic Frontier Foundation предупреждает:
- Закон CALEA приводит к тому, что программное и аппаратное обеспечение, созданное в США, стало менее привлекательным у мировых потребителей.
- Закон CALEA может стать причиной вывода исследовательских подразделений из США.
- Устройства, свободные от закладок CALEA, вероятно, доступны на сером рынке.

## Техническая реализация
В рамках CALEA вводится два типа информации, передаваемой в правоохранительные органы:
- «Call Content Channel», «Title III» — запись звонка, полученная в ходе перехвата, разрешенного решением суда или аналогичного органа.
- «Call Data Channel», «47 USC § 1001(2)» — идентификация абонентов, ранее известная как перехваты «trap, trace and pen register» (перехватить, отследить, сохранить метаинформацию о звонке).

Большинство перехватов выполняется только с получением метаинформации, поскольку такие перехваты требуют менее строгих судебных процедур. Обычно даже не требуется получения индивидуальных решений суда на конкретные случаи перехвата.
Телекоммуникационные провайдеры обязаны закупать только оборудование, совместимое с CALEA, а производители телекоммуникационного оборудования обязаны закладывать в него совместимость с CALEA.
Примеры голосовых и видеосервисов через Интернет:
- Одноуровневые, централизованные сервисы, в которых регистрация и маршрутизация звонков централизованы (Vonage, Callvantage, Primus Lingo, Pulver FWD и т. п.) — обеспечивают реализацию CALEA самостоятельно.
- Двухуровневые сервисы с централизованной регистрацией и распределенной маршрутизацией (например, Skype) — обеспечивают реализацию CALEA самостоятельно.
- Полностью распределенные системы, не использующие централизованных провайдеров — перехватываются CALEA на уровне провайдеров Интернета.

Социальные сети и чаты в онлайн-играх не подпадают под действие оригинального CALEA, что вызывает беспокойство в ФБР и планы по расширению возможностей прослушки.